# Ulyanidae
Ulyanidae (лат.) — ископаемое семейство жуков-долгоносиков. Иногда рассматривается как подсемейство Ulyaninae в составе семейства Ithyceridae. Обнаружено в меловых отложениях (125—85 млн лет) Монголии (местонахождение около озера Бонцаган) и России (Хабаровский край, около реки Хатанга).

## Описание
Длина тела 1—2 см. От других семейств долгоносикообразных жуков отличается дорзоапикальным размещением усиков, крупными и плоскими жвалами. Нижнегубные щупики 4-члениковые. Есть голенные шпоры. Семейство было впервые описан в 1993 году российским палеоэнтомологом Владимиром Васильевичем Жерихиным (1945—2001), а валидный статус подтверждён в 1999 году в ходе ревизии и описания новых видов и рода российским энтомологом Вадимом Геннадьевичем Грачёвым (1963—2006).

## Классификация
- † Gyrbykana Zherichin, 1993
  - † Gyrbykana curvipes Zherichin, 1993 — Россия
- † Ulyana Zherichin, 1993
  - † Ulyana excellens Gratshev, 1999 — Монголия
  - † Ulyana nobilis Zherichin, 1993 — Россия

В 1999 году в состав Ulyanidae был включён род Ulyanisca Gratshev, 1999. Однако, позднее его перенесли в состав подсемейства Slonikinae (вместе с родом Slonik).
- † Ulyanisca Gratshev, 1999
  - † Ulyanisca dentipes Gratshev, 1999 — Монголия